# An American Romance
An American Romance és una pel·lícula èpica dramàtica estatunidenca del 1944 dirigida i produïda per King Vidor, que també va escriure el guió. Rodada a Technicolor, la pel·lícula és protagonitzada per Brian Donlevy i Ann Richards i està narrada per Horace McNally. La pel·lícula també es coneix com The American Miracle.

## Trama
L'immigrant europeu Stefan Dubechek arriba a Amèrica a la dècada de 1890 i es dedica a la indústria siderúrgica. Finalment esdevé fabricant d'automòbils, i més tard, a la Segona Guerra Mundial, fabricant d'avions. Els últims quatre minuts de la pel·lícula mostren el B-17 Flying Fortress que s'està construint a la fàbrica de Douglas Aircraft, on la gran majoria dels treballadors són dones.

## Repartiment
- Brian Donlevy com Stefan Dubechek/Steve Dangos
- Ann Richards com Anna O'Rourke Dangos
- Walter Abel com a Howard Clinton
- John Qualen com a Anton Dubechek
- Horace McNally com a Teddy Roosevelt Dangos/Narrador
- Mary McLeod com a Tina Dangos
- Bob Lowell com a George Dangos
- Fred Brady com Abraham Lincoln Dangos
- Billy Lechner com a Joe Chandler, Jr.
- Jerry Shane com a Bob Chandler
- Harold Landon com a Joe
- J. M. Kerrigan com a Charlie O'Rourke

## Producció
La pel·lícula formava part d'una trilogia dirigida i produïda pel rei Vidor formada per guerra, blat i acer. Les seves pel·lícules sobre guerra i blat van ser La gran desfilada (1925) i Our Daily Bread (1934). Aquesta havia de ser la seva pel·lícula èpica de la indústria de l'acer. Vidor va inventar la història que va proposar a Eddie Mannix. Vidor va enviar un telegrama a l'autor Louis Adamic, que va escriure sobre el tema de la immigració i el treball. El guió es va acreditar finalment a Herbert Dalmas i William Ludwig, representant una llarga llista d'escriptors col·laboradors, inclòs John Fante, i títols alternatius. Els títols de treball de la pel·lícula eren America, This Is America, An American Story, American Miracle i The Magic Land.
Vidor inicialment volia contractar Spencer Tracy com a Steve Dangos, Ingrid Bergman com a Anna i Joseph Cotten com a amic del personatge principal Howard Clinton. Cap dels tres era disponible, de manera que van ser Brian Donlevy com a Dangos i Walter Abel com a Howard Clinton. Vidor va dir més tard que sentia que Donlevy va ser mal interpretat com a Steve Dangos perquè era coneguda per interpretar personatges "considents i fanfarrons". Frances Gifford i Ann Sothern van ser considerades pel paper d'Anna, però l'actriu australiana Ann Richards va ser escollida després que la fotografia principal comencés a l'abril de 1943.
Vidor va utilitzar diferents ubicacions per fotografies exteriors i industrials. Va rodar imatges de fàbriques i mines a Hibbing (Minnesota), el moll de Duluth (Minnesota) i la planta Ford River A&O Rouge a Dearborn (Michigan). L'ambient i els plans de fons es van filmar al llac Superior. També es van filmar plans industrials addicionals de la fàbrica Carnegie Illinois Steel Works a Chicago i la planta d'acer d'Indiana a Gary (Indiana). Per a una escena de cursa, Vidor va utilitzar imatges filmades a la Indianapolis 500 a Speedway (Indiana). Altres escenes es van filmar a la fàbrica d'automòbils Chrysler a Detroit, la planta consolidada de San Diego i la Douglas Aircraft Company a Long Beach (Califòrnia). Vidor també va recordar el rodatge a Wilmington (Califòrnia). Les imatges de fons d'un alt forn utilitzat a la pel·lícula es van rodar a Irontown, Utah.
An American Romance va trigar quinze mesos a completar-se i el seu pressupost final va ascendir a 3.000.000 $.

## Recepció
La pel·lícula es va projectar en una projecció prèvia a Inglewood, Califòrnia. El tall original va ser de 151 minuts que Louis B. Mayer va elogiar, però tot i així va optar per eliminar trenta minuts després de les queixes dels directors del teatre que la pel·lícula era massa llarga. Es desconeix si el metratge editat encara sobreviu. Vidor no estava satisfet amb les retallades, ja que sentia que perjudicaven la història.
An American Romance es va estrenar mundialment a Cincinnati, Ohio l'11 d'octubre de 1944, es va estrenar a Nova York el 12 de novembre de 1944 i a Los Angeles el desembre. 13, 1944. La pel·lícula va rebre crítiques diverses i va ser un fracàs financer. King Vidor es va negar a tornar a treballar per a MGM. Més tard va escriure sobre la pel·lícula a la seva autobiografia de 1953 A Tree Is a Tree:
| « | Estava decidit a explicar la història de l'acer des del punt de vista d'un immigrant impacient a 'An American Romance'... Quan la pel·lícula es va veure prèviament a Inglewood, Louis B. Mayer em va venir a la vorera davant del teatre, em va posar el braç al voltant de les espatlles i em va dir: "Acabo de veure la millor pel·lícula que la nostra companyia ha fet mai". Tanmateix, des de l'oficina de Nova York va arribar una ordre de retallar mitja hora. Van retallar els elements humans de la història en comptes de les seccions documentals, explicant que només així es podia treure mitja hora sense complicacions a la banda sonora musical. És a dir, la pel·lícula es va editar segons la banda sonora i no segons els valors inherents a la història. Al nivell emocional més baix que he arribat des que estic a Hollywood, vaig anar a la meva oficina, vaig fer les maletes i em vaig mudar de l'estudi. La imatge no va ser un èxit de taquilla. Molts dels habitants de Hollywood i Beverly Hills no han vist mai la pel·lícula i molts ni tan sols saben que es va fer. Vaig passar 3 anys de la meva vida en el projecte i MGM va gastar prop de 3.000.000 de dòlars. | » |

MGM va registrar una pèrdua d'1,7 milions de dòlars a la pel·lícula.
El febrer de 2020, la pel·lícula es va projectar al 70è Festival Internacional de Cinema de Berlín, com a part d'una retrospectiva dedicada a la carrera de King Vidor.